# Zuider Havendijk

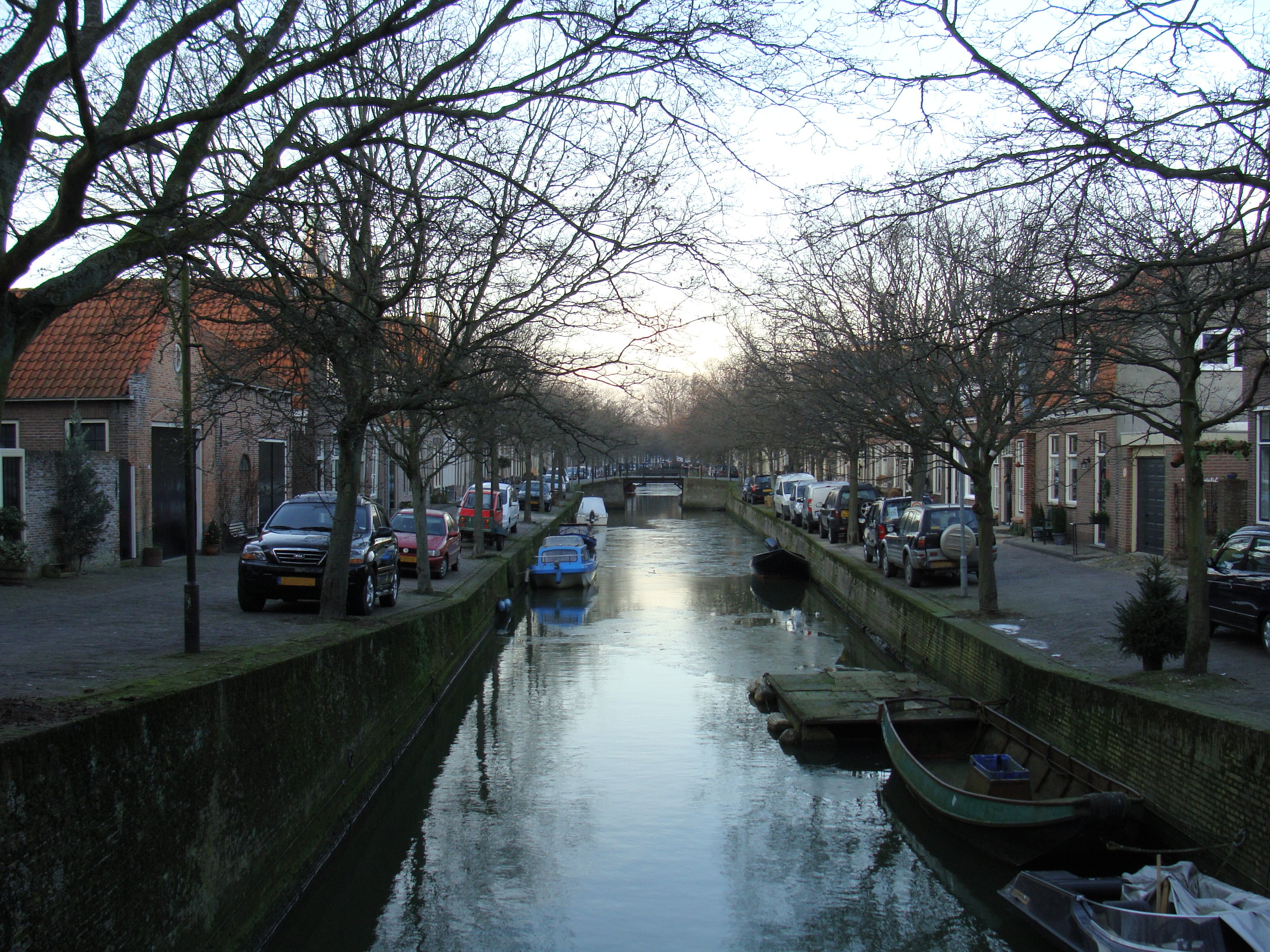
Zuider Havendijk gezien vanaf het Spuihuisje

De Zuider Havendijk (of Zuiderhavendijk) is een straat en haven in de Nederlandse plaats Enkhuizen. Het is het overgebleven zuidelijke deel van de eerste gegraven haven die in de stad Enkhuizen werd aangelegd. De aanleg in de tweede helft van de 14e eeuw vond plaats naar aanleiding van een zware storm in 1361 waarbij vele schepen die voor Enkhuizen voor anker lagen, averij opliepen of lossloegen.
De haven was (en is) eigenlijk niet meer dan een soort stadsgracht, waar alleen kleine schepen konden aanleggen. In zijn oorspronkelijke toestand kende de haven twee toegangen, het Noorderspui en het Zuiderspui. De laatstgenoemde bestaat nog, en het huidige spuihuisje dateert van de 17e eeuw.
In 1550 werd het deel van de haven gedempt dat nu de Kaasmarkt is; in 1727 werd het overgebleven noordelijke deel gedempt. De beslissing om de haven gedeeltelijk te dempen had nadelige gevolgen: de historicus en schrijver Gerard Brandt maakt in zijn Historie der vermaerde zee- en koopstadt Enkhuisen melding van de stank als gevolg van het stilstaande water. In 1791 kreeg de joodse gemeenschap van Enkhuizen toestemming om aan de gracht een synagoge te bouwen. Het gebouw bleef tot 1964 dienst doen en kreeg vanaf 1967 de functie van kerk.
Aan de noordzijde van de haven is in 1984 een standbeeld geplaatst ter nagedachtenis aan Bernardus Paludanus, stadsdokter van Enkhuizen en in zijn tijd een vermaard geleerde.

## Afbeeldingen

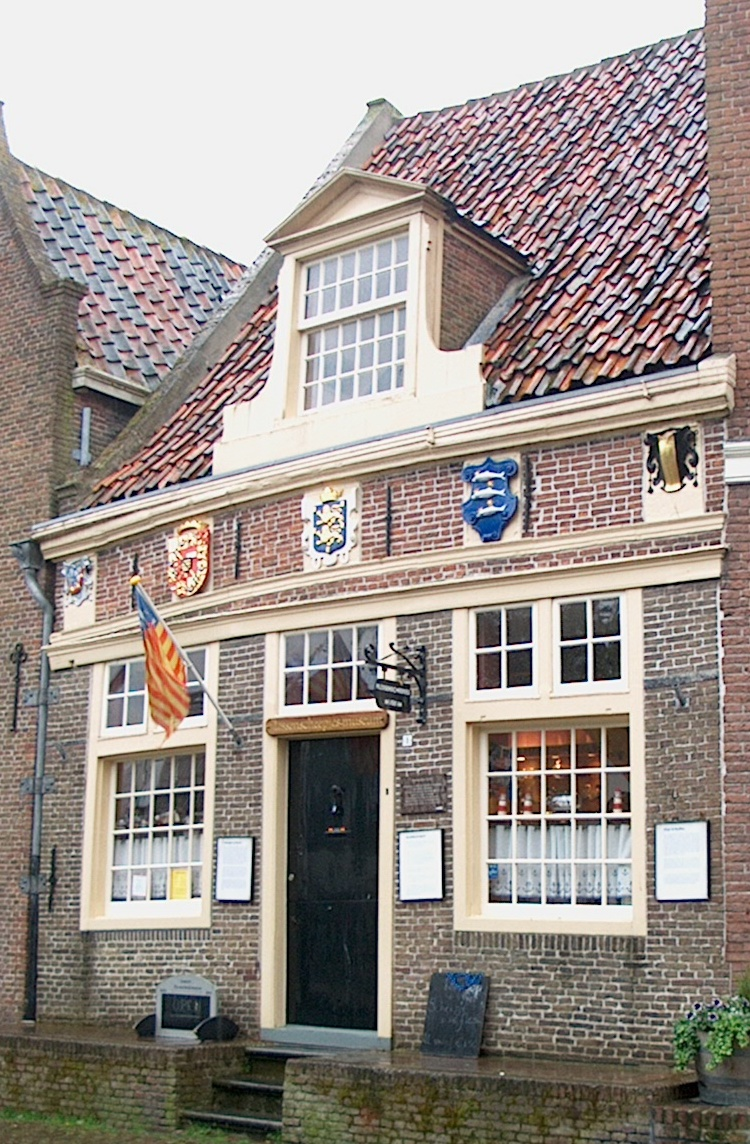
Het Spuihuisje, dat tegenwoordig het Flessenscheepjesmuseum herbergt.
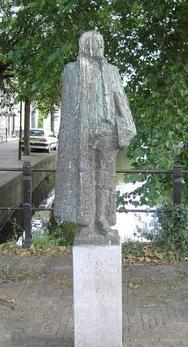
Standbeeld van wetenschapper en stadsdokter Bernardus Paludanus aan de noordkant van de Zuider Havendijk.
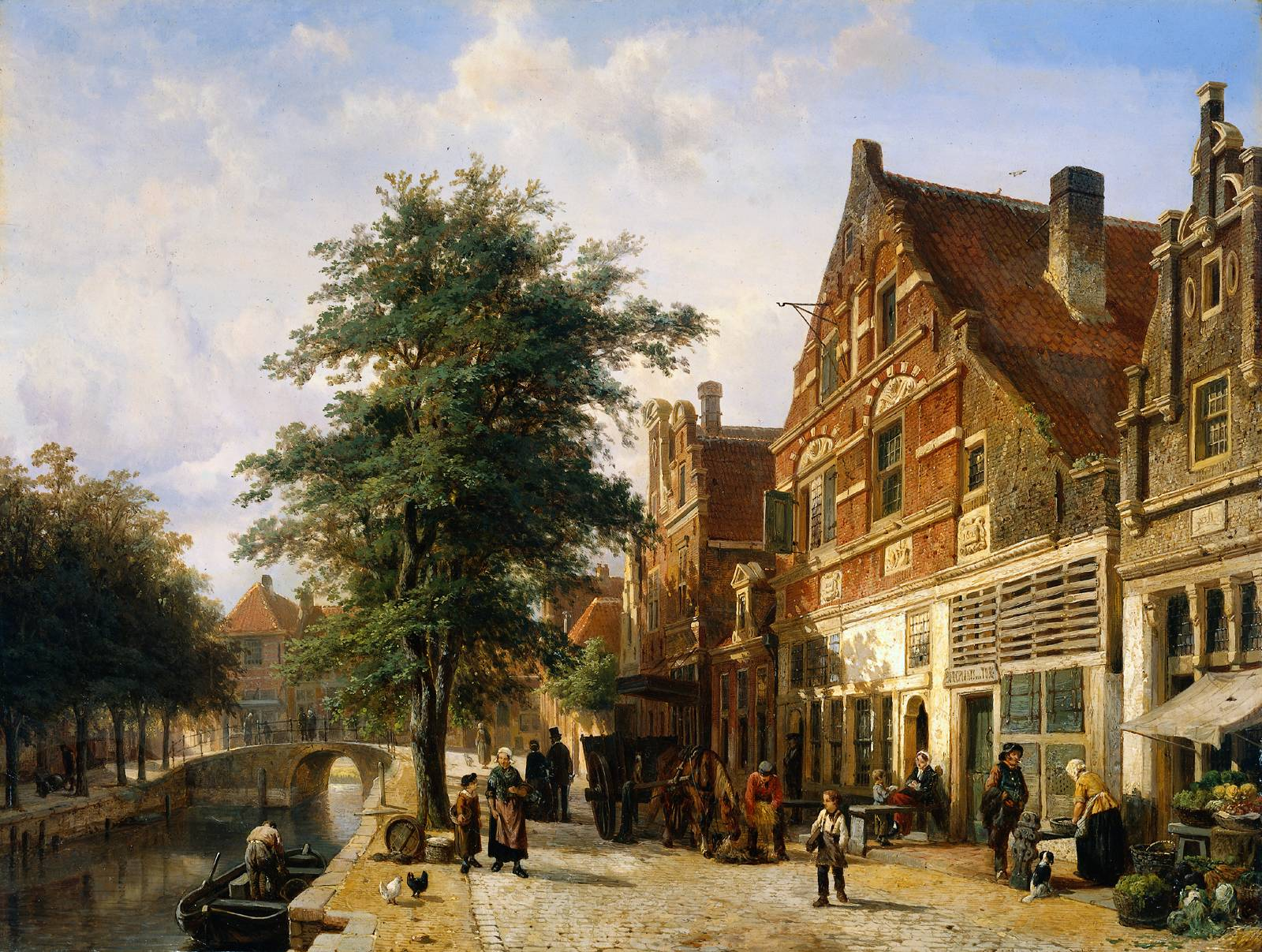
Zuider Havendijk rond 1868, geschilderd door Cornelis Springer